# Viên Thủ Phương
Viên Thủ Phương (tiếng Trung: 袁守芳; bính âm: Yuán Shǒufāng; sinh tháng 3 năm 1939) là Thượng tướng đã nghỉ hưu của Quân Giải phóng Nhân dân Trung Quốc (PLA), nguyên Ủy viên Dự khuyết Ban Chấp hành Trung ương Đảng Cộng sản Trung Quốc khóa XV, XVI, nguyên Phó Chủ nhiệm Tổng cục Chính trị Quân Giải phóng Nhân dân Trung Quốc.

## Thân thế và binh nghiệp
Viên Thủ Phương sinh tháng 3 năm 1939 tại Hồ Lô Đảo, tỉnh Liêu Ninh, người gốc thành phố Cát Lâm, tỉnh Cát Lâm. Ông nhập ngũ năm 1958. Từ tháng 1 năm 1965, ông làm Cán sự Khoa tuyên truyền Phòng Chính trị Sư đoàn 133. Tháng 2 năm 1975, nhậm chức Trưởng khoa Khoa tuyên truyền, Phòng Chính trị Sư đoàn 138, Tập đoàn quân 46.
Tháng 6 năm 1975, ông làm Phó Chính ủy sau đó là Chính ủy Trung đoàn 414, Sư đoàn 138. Tháng 9 năm 1978, ông làm Chính ủy Trung đoàn Pháo binh, Sư đoàn 138.
Tháng 1 năm 1981, nhậm chức Chủ nhiệm Chính trị Sư đoàn 136. Tháng 10 năm 1981, nhậm chức Phó Chủ nhiệm Chính trị Tập đoàn quân 46. Tháng 5 năm 1983, thăng chức Chủ nhiệm Chính trị Tập đoàn quân 46.
Tháng 8 năm 1985, bổ nhiệm giữ chức Phó Chủ nhiệm Cục Chính trị Quân khu Tế Nam. Năm 1988, phong quân hàm Thiếu tướng. Tháng 10 năm 1994, nhậm chức Chủ nhiệm Cục Chính trị Quân khu Tế Nam. Năm 1995, thăng quân hàm Trung tướng. Tháng 1 năm 1996, nhậm chức Trợ lý Chủ nhiệm Tổng cục Chính trị.
Từ tháng 11 năm 1996 đến tháng 6 năm 2004, ông làm Phó Chủ nhiệm Tổng cục Chính trị Quân Giải phóng Nhân dân Trung Quốc. Năm 2000, Viên Thủ Phương thụ phong quân hàm Thượng tướng.